# Bot
Unter einem Bot (von englisch robot ‚Roboter‘) versteht man ein Computerprogramm, das weitgehend automatisch sich wiederholende Aufgaben abarbeitet, ohne dabei auf eine Interaktion mit einem menschlichen Benutzer angewiesen zu sein.
Beispiele für Bots sind die Webcrawler von Internet-Suchmaschinen, die selbsttätig Webseiten besuchen, wobei sie den vorhandenen Links folgen und dabei gegebenenfalls den Inhalt der Seiten auswerten. „Gutartige“ Bots halten sich dabei an die Robot Exclusion Standards, mit denen Serverbetreiber das Verhalten eines Bots in Grenzen beeinflussen können. „Bösartige“ Bots werden beispielsweise zum Sammeln von E-Mail-Adressen für Werbezwecke (Spambot) sowie für das massenhafte unautorisierte Kopieren von Webinhalten bis hin zum systematischen Ausspionieren von Softwarelücken von Servern mit dem Ziel des Einbruchs in Server eingesetzt. Maßnahmen gegen das unerwünschte Auslesen von Websites durch Bots („spidern“) bestehen unter anderem darin, das Verhalten der Bots in einer Falle („Honeypot“) zu analysieren und beispielsweise mit einer Sperre der IP-Adresse des Bots zu reagieren.
Kommunizieren Bots untereinander, spricht man von einem Bot-Netz oder Botnet.

## Funktion in Computerspielen
In Computerspielen werden computergesteuerte Akteure, die im Mehrspielermodus die Rollen von eigentlich menschlichen Spielern übernehmen, ebenfalls als Bots bezeichnet. Bei Rollenspielen spricht man dabei auch von Nicht-Spieler-Charakteren. Als Aimbot wird in Actionspielen kein automatisierter Spieler, sondern eine durch ein externes Programm bewerkstelligte Zielhilfe bezeichnet (siehe Cheat).
Internet Relay Chat
Im IRC werden Bots zur Kontrolle, Unterhaltung und zum Offenhalten von Channels genutzt.
Onlinepoker
Onlinepoker-Anbieter betreiben einen erheblichen Aufwand, um selbstspielende Pokerbots zur Abwendung finanzieller Schäden zu erkennen.
Bots als Cheat
Neben der Verwendung in Computerspielen als künstlicher Gegner werden Bots auch oft als eine Art Cheat verwendet. Mit der Entwicklung des Online-Spiel-Marktes zum Free-to-play-Modell fordern viele Spiele, viel Zeit in ein Spiel zu investieren. Die Reaktion des Marktes ist das Angebot von Software, die das „Farmen“ automatisiert und dem Spieler Zeit und Geld spart. Jedoch ist die Verwendung solcher Software gegen die AGB der meisten Spiele und kann in einer Kündigung des Kontos resultieren. Ebenso greifen die Betreiber von Computerspielen zunehmend erfolgreich die Hersteller von Bots an, indem sie ihnen gerichtlich verbieten lassen, die Client-Software für das Programmieren der Bots zu verwenden oder die programmierten Bots zu vertreiben.

## Social Bots: Funktion in sozialen Medien
In sozialen Medien werden soziale Bots eingesetzt, um automatisiert zu interagieren. Bei Twitter lassen sich Social Bots installieren, die auf spezifische Hashtags reagieren und dann vorher programmierte Informationen absetzen. Dazu werden realistisch wirkende Accounts mit Profilbild, Posts und Followern geschaffen, die selbst auch anderen Nutzern folgen. Sie werden in der Regel eingesetzt, um Werbung zu verbreiten oder Mehrheiten vorzutäuschen. Viele der eingesetzten Bots sind mit einfachen Algorithmen programmiert. Um entsprechende Themen zu finden, verwenden sie einfache Keyword-Suchen und scannen Facebook-Posts und Twitter-Timelines nach bestimmten Wörtern und Hashtags. Auch auf Instagram und anderen sozialen Netzwerken trifft man häufig auf Social Bots. Diese filtern Nutzer anhand ihres Geschlechts, Alters und ihrer Sprache und interagieren mit ihnen, z. B. durch Likes, Folgen oder Schicken von Nachrichten, um Aufmerksamkeit für ihr eigenes Profil zu erlangen. Meist wird hierbei das Stehlen von Passwörtern oder anderen privaten Daten (Phishing) als Ziel verfolgt. In den letzten Jahren kamen zudem Algorithmen zum Einsatz, welche als Ziel verfolgten, Instagram eine hohe Aktivität vorzutäuschen und somit mehr Nutzer zu erreichen. Solche Bots sind auch unter dem Namen „Engagement Bots“ bekannt. Ein weiterer Zweck ist die Steigerung der Followerzahl, um den Wert oder die Bekanntheit des eigenen Accounts zu erhöhen.
Es ist umstritten, ob Social Bots tatsächlich in nennenswertem Umfang existieren oder aber es sich um Messfehler in der Datenerhebung handelt. Insbesondere das für die Auswertung verwendete „Botometer“ steht im Verdacht, Falschtreffer zu generieren. Einerseits würde die lernende Software des Botometers aufgrund fehlender Bots-Daten mit alten Stichproben von Spam-Accounts für kommerzielle Produkte als Trainingsmaterial gefüttert, andererseits werden die Zahlen, die das Botometer ausspuckt, stets als absolute Wahrheit akzeptiert (Botometer-Score von mehr als 2,5 gilt als Bot). Dem Professor für Medieninformatik Florian Gallwitz, der sich intensiv mit dem Thema der Social Bots beschäftigt, ist nach eigener Aussage kein Fall bekannt, in dem ein Social Bot eine politische Debatte beeinflusst hätte. Auch hält er die technische Ausgereiftheit der Technologie nicht für ausreichend, um Menschen politisch zu überzeugen oder in Diskussionen zu verwickeln.
Social Bots sollen auch zum Astroturfing eingesetzt werden. So berichtete 2016 das NDR-Magazin Zapp darüber, dass Social Bots eingesetzt würden, um politische Propaganda im Sinne ihrer Auftraggeber zu verbreiten. Auch im Wahlkampf um den Brexit wurden zahlreiche Social Bots eingesetzt, ebenso im Wahlkampf um die US-Präsidentschaft zwischen Clinton und Trump. Dort war einer Untersuchung der Universität Oxford zufolge nach dem ersten TV-Duell mehr als jeder dritte Tweet (37,2 %) für Trump computergesteuert, bei den Tweets für Hillary Clinton lag der Anteil bei 22,3 %. Forschungsergebnisse deuten zudem darauf hin, dass Bots eine große Rolle dabei spielen, Falschinformation von Klimawandelleugnern auf Twitter zu verbreiten. Demnach stammten ca. 25 % der Tweets, die um den angekündigten Ausstieg der USA aus dem Pariser Klimaschutzabkommen zur Klimakrise abgesetzt wurden, von Bots. Diese bestritten u. a. wissenschaftliche Erkenntnisse zum menschengemachten Klimawandel und täuschten Zustimmung zu Trumps Austritt vor.
Für normale Benutzer ist es kaum mehr erkennbar, ob ein Beitrag in sozialen Medien wie Twitter von einer natürlichen Person stammt oder einer Maschine. Social Bots werden deshalb auch als gefährlich für den freien Meinungsbildungsprozess in einer Demokratie angesehen; allerdings widersprachen 2016/17 manche Experten dieser Sichtweise. In Deutschland haben sich CDU, SPD, Grüne, Linkspartei und FDP gegen die Verwendung von Bots beim nächsten Bundeswahlkampf ausgesprochen. Trotz anderslautender Äußerungen verbreitet die AfD ihre zugespitzte Wahlwerbung gezielt, unter Ausnutzung von vorhandenen Algorithmen, in sozialen Netzwerken. Eine Studie hat die Rolle von Social Bots im Bundestagswahlkampf 2017 untersucht (allerdings auf Grundlage des Botometer, s. o.) und fand heraus, dass der Anteil der Social Bots während der Wahlkampagnen von 7,1 % auf 9,9 % gestiegen war.
Da sich an der Zahl der Accounts und den damit zusammenhängenden persönlichen Nutzerdaten auch der Unternehmenswert von Twitter und anderen Sozialen Medien bemisst, haben die Unternehmen laut (ungenannten) Beobachtern ein geringes Interesse daran, offenzulegen, wie viele Accounts tatsächlich Fakes sind. Andererseits hat die werbetreibende Industrie ein Interesse an real existierenden Konsumenten, weshalb die werbefinanzierten Plattformen gegen „Fake Accounts“ vorgehen –
auch Facebook, das für seinen Messenger explizit sogenannte Chatbots erlaubt und diese direkt mit den Nutzern interagieren lässt. Hierbei steht auf der einen Seite der direkte Dienst für den Nutzer im Fokus, sicher aber auch das Ziel, die Verweildauer des Nutzers im jeweiligen Netzwerk und damit den Marketingwert zu erhöhen. Letzteres wird in jüngsten Veröffentlichungen speziell für Facebook indirekt belegt, da jetzt auch eine Analysefunktion der Bot-Aktivitäten für Unternehmenskunden angeboten wird.
Bei allen Risiken und Herausforderungen dürfen die vielfältigen Potenziale und Anwendungsmöglichkeiten der zugrundeliegenden Technologie nicht unberücksichtigt bleiben. In der Medien- und Verlagsbranche erlauben Bots das automatisierte Verfassen von Beiträgen und die Übernahme von Routineaufgaben. Automatisierte Kommunikation durch Bots kann auch zur Information und Aufklärung der Öffentlichkeit genutzt werden. Durch die Integration der Technologien in smarte Assistenten und neue Interfaces werden Bots zudem zum täglichen Helfer und Begleiter.

## Schädliche Bots
Schädliche Bots führen automatisierte Attacken auf Netzwerk-Rechner durch, häufig durch Botnets bzw. Spambots. Das Ziel ist häufig Klickbetrug.
Über 90 % aller Internetseiten sind bereits Ziel entsprechender Angriffe geworden.
Schädliche Bots werden von dem Projekt zur Informationssicherheit OWASP kategorisiert.
Arten schädlicher Bots und Botnetze:
1. E-Mail-Harvester (Spambots), die E-Mail-Adressen aus dem Netz filtern und für unerwünschte Zwecke verwenden
2. Sogenannte Zombie-Programme, die Massenmails aussenden
3. Downloader-Programme, die Netzwerkkapazität blockieren
4. Website Scrapers welche den Inhalt fremder Internetseiten extrahieren und ohne Zustimmung der Autoren verwenden, etwa um bessere Suchmaschinen-Ergebnisse für werbliche Seiten zu erzielen
5. Registrierungs-Bots welche fremde E-Mail-Adressen bei verschiedenen Diensten anmelden, um E-Mail-Postfächer mit unerwünschten (Bestätigungs-)Nachrichten zu füllen, und von wichtigen E-Mails abzulenken.[21] Eine Gegenmaßnahme können CAPTCHAs sein, die versuchen sicherzustellen, dass sich nur menschliche Nutzer anmelden können.
6. Software, die DDoS-Angriffe durchführt
7. Software, welche automatisch Tickets für Konzerte und andere Ereignisse aufkauft, um diese zu einem besseren Preis weiterzuverkaufen.[22]
8. Software-Bots werden verwendet, um die Zugriffszahlen für Youtube-Videos oder ähnliche Angebote künstlich zu erhöhen, besonders wenn daraus Verkaufszahlen gesteigert oder Werbeeinnahmen generiert werden.

2013/14 wurde angenommen, dass rund die Hälfte aller verkauften Werbeeinblendungen im Internet keinem menschlichen Nutzer angezeigt, sondern lediglich durch spezielle Bots aufgesucht werden.

### Massenversand von E-Mails durch Bots
Ein Massenversand von E-Mails geschieht entweder durch eine einzelne Quelle oder verteilt über „Zombie“ Botnetze in der Art von DDoS-Attacken. Diese sind oft relativ einfach durch Spamfilter zu erkennen und auszusortieren.
Ein auf English email bomb genannter Spambot sendet große Mengen an E-Mails zu einer Mail-Adresse, um das zugehörige E-Mail-Postfach zu blockieren, den zuständigen Mail-Server in der Art einer Denial-of-Service-Attacke (DoS attack) zu überlasten oder als Ablenkungsmanöver, um die Aufmerksamkeit von wichtigen Nachrichten abzulenken, die auf ein Sicherheitsrisiko hinweisen würden.
Bei einer Email Cluster Bombe bzw. beim List linking wird die E-Mail-Adresse des Opfers auf verschiedenen E-Mail-Verteiler-Listen eingetragen bzw. bei Diensten angemeldet, von denen regelmäßig Massen-E-Mails ausgesandt werden. Diese werden von Spamfiltern meist nicht aussortiert, da sie von legitimen Quellen stammen. Das Opfer muss sich manuell aus den Verteiler-Listen wieder austragen. Die Anmeldung kann mit einem einfachen Script erfolgen und ist kaum zu ihrem Urheber zurückzuverfolgen. Im August 2016 fand ein großangelegter Angriff dieser Art auf .gov-E-Mail-Adressen amerikanischer Regierungsinstitutionen statt.
Um das automatisierte Eintragen von E-Mail-Adressen in Verteiler zu verhindern, versenden entsprechende Dienste heute oft eine Bestätigungsmail, auf welche dann wiederum reagiert werden muss. Dies verhindert zwar die Zusendung zukünftiger E-Mails, bewirkt jedoch immerhin den Empfang einer weiteren E-Mail.
List linking wird genutzt, um das E-Mail-Postfach des Empfängers zu füllen und ihn davon abzulenken, dass etwa sein Amazon-Konto manipuliert wurde. Die entsprechenden Benachrichtigungen von Amazon können dann in der Flut von anderen Nachrichten leicht übersehen werden.